# 茹科夫 (波蘭)
茹科沃（波蘭語：Żukòwò）是波蘭的城鎮，位於該國北部，距離首府格但斯克約19公里，由濱海省負責管轄，該鎮始建於1209年，面積4.73平方公里，2006年人口6,302。

## 外部連結
- Official town webpage （页面存档备份，存于）
- Kashubian embroidery in Canada （页面存档备份，存于）

54°21′N 18°22′E / 54.350°N 18.367°E